# Musée régional d'Ica
Le Musée régional d'Ica "Adolfo Bermúdez Jenkins" est un musée d'archéologie et d'anthropologie situé dans la ville d'Ica, capitale du département et de la province éponyme, au Pérou.

## Histoire
Anciennement Museo Regional de Ica "María Reiche Gross Newman", le musée a été créé le 30 mars 1946 par décret et inauguré le 22 décembre 1946 au 480, rue Lima.
En 1971, le musée a déménagé dans la rue Ayabaca où il se trouve aujourd'hui. Il a été réaménagé en 2014.
Le musée est installé aujourd'hui dans un bâtiment moderne grâce aux efforts de ses dirigeants: Adolfo Bermúdez Jenkins son fondateur, Fernando León de Vivero et Alejandro Pezzia son directeur actuel.

## Collections
Le Musée régional d'Ica est principalement consacré à la culture Paracas et dispose de salles d'exposition consacrée respectivement :
- À l'anthropologie (qui étudie les humains sous tous leurs aspects), dans laquelle sont exposés des artéfacts précolombiens de la collection archéologique, présentés en fonction de leur antiquité et du rôle qu'ils ont joué dans l'histoire préhispanique de la région.
- À la bioanthropologie (ou anthropologie physique) qui les étudie du point de vue physique et biologique[3], dans laquelle sont exposés les restes humains de la collection illustrant certaines pratiques culturelles telles que les déformations, les trépanations, les coiffures, les contextes funéraires, ainsi que certaines maladies.
- La pièce suivante est consacrée aux périodes coloniale, vice-royale et républicaine.
- Enfin, la visite mène à une réplique des lignes de Nasca.

Le prestige du musée repose sur les collections qu'il expose et propose à ses visiteurs.
Ce fut le premier musée péruvien dans lequel des études paléopathologiques ont été menées sur des restes humains préhispaniques. Les collections ont été constituées par les fondateurs avec leurs amis de la région.
À ce jour, le musée a réalisé une série d'expositions itinérantes dans la région et plusieurs expositions temporaires, afin de stimuler l'activité du musée. Les principaux sujets exposés ont été l'archéologie de la région ou les œuvres d'artistes régionaux ou résidents. Le musée régional d'Ica, est l'un des principaux centres d'attraction touristique de la ville.
Ses collections proviennent en grande partie du département d'Ica, à la suite de recherches menées par les huaqueros (pilleurs de tombes) et les archéologues, parmi lesquelles la céramique et les textiles se distinguent. Dans une moindre mesure, il possède des pièces coloniales et républicaines de l'histoire régionale, ainsi que de l'art et de la paléontologie.
Parmi la collection préhispanique, il possède une collection importante et impressionnante de restes humains, ainsi que des fossiles qui proviennent de la région mais ne sont pas exposés pour l'instant.

Momies et crânes déformés du musée d'Ica.
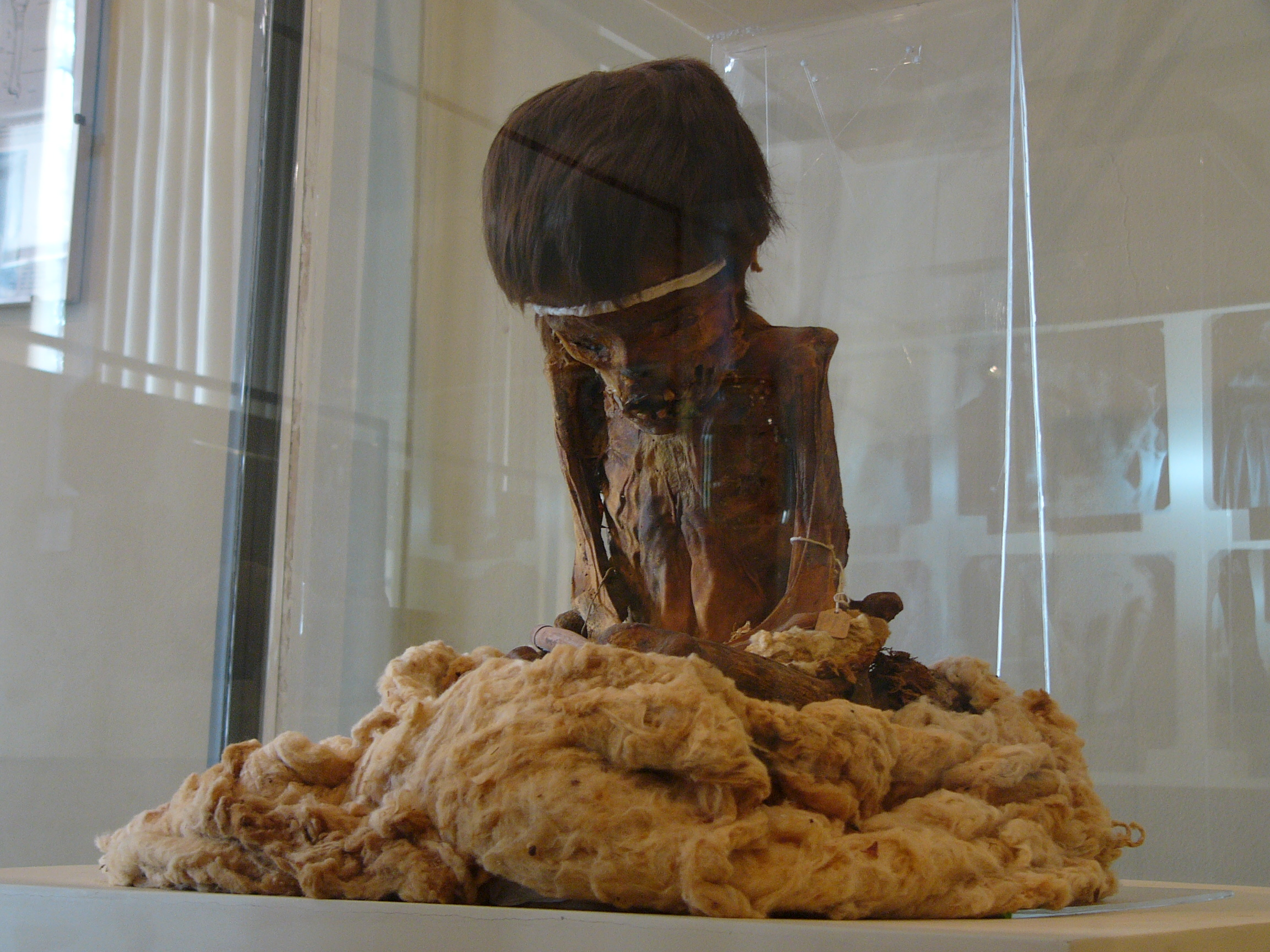
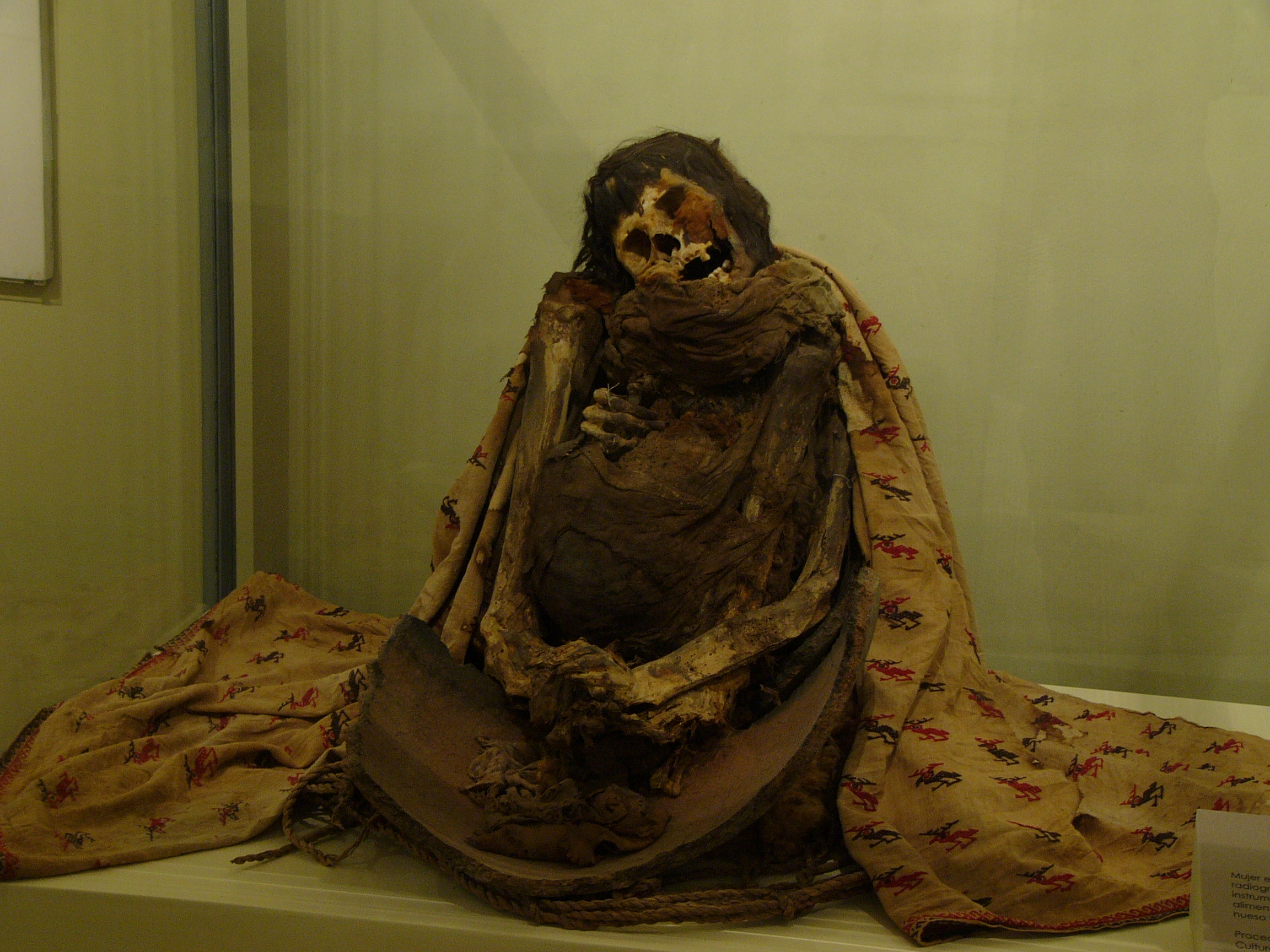
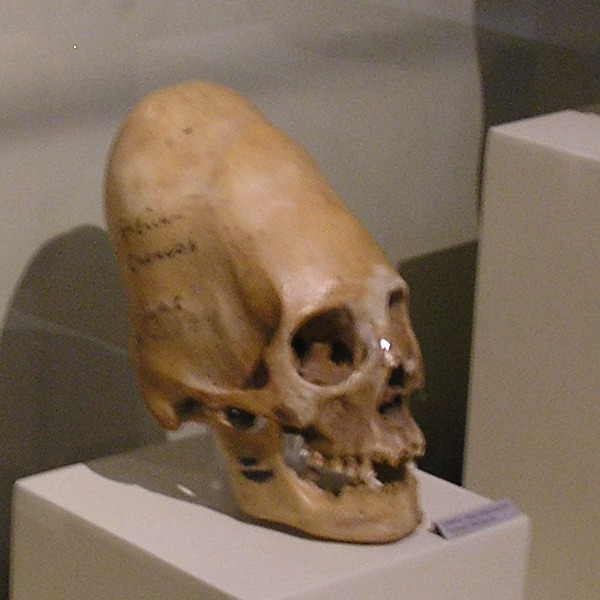
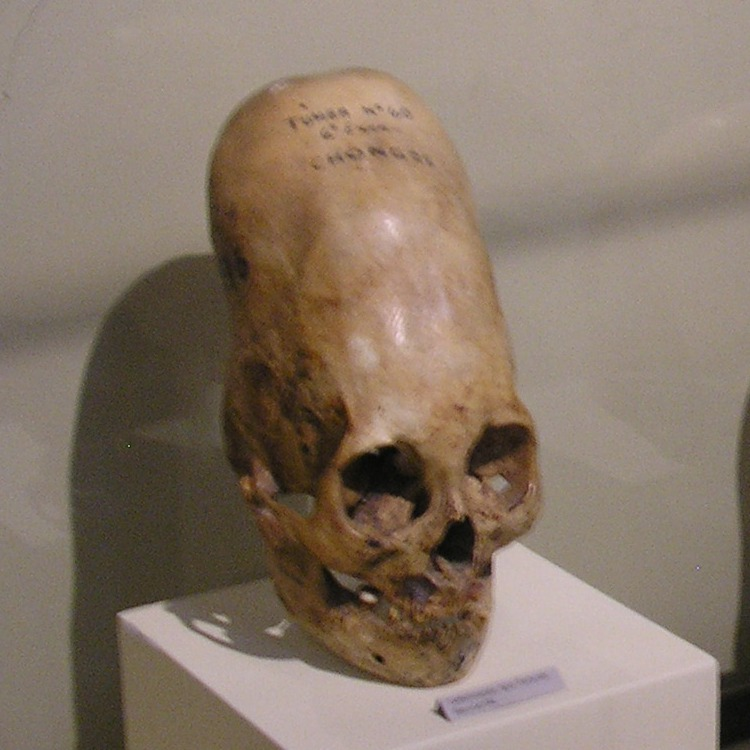